# Omar Mascarell
Omar Mascarell González (ur. 2 lutego 1993 w Santa Cruz de Tenerife) – hiszpański piłkarz gwinejskiego pochodzenia występujący na pozycji pomocnika w hiszpańskim klubie RCD Mallorca. Wychowanek Realu Madryt, w trakcie swojej kariery grał także w takich zespołach jak Derby County, Sporting Gijón, Eintracht Frankfurt oraz Schalke 04. Młodzieżowy reprezentant Hiszpanii.